# Вулиця Авіаторів Касяненків
Вулиця Авіаторів Касяненків — одна з вулиць у місті Черкаси. Знаходиться у мікрорайоні Дахнівка.

## Розташування
Вулиця починається від вулиці Набережної і простягається на південний захід до вулиці 2-го Українського фронту. До неї примикає вулиця Сонячна.

## Опис
Вулиця неширока та неасфальтована, забудована приватними будинками.

## Історія
До 1983 року вулиця називалась провулком Набережним, а після приєднання села Дахнівка до міста Черкаси носила назву на честь трьох братів Савченків, які були партизанами в роки Другої світової війни.
2022 року вулицю Братів Савченків перейменували на вулицю вулицю Авіаторів Касяненків.